# Oxylamia bitriangularis
Oxylamia bitriangularis är en skalbaggsart som beskrevs av Stefan von Breuning 1950. Oxylamia bitriangularis ingår i släktet Oxylamia och familjen långhorningar. Inga underarter finns listade i Catalogue of Life.